# VAM
Vehículos Automotores Mexicanos S.A. o VAM, previamente Willys Mexicana S.A. o WM, fue un fabricante mexicano de automóviles de 1946 a 1986.
La organización original fue fundada en 1946 por la Sociedad Mexicana de Crédito Industrial (Somex) con el nombre Willys Mexicana, S.A. Primero era un distribuidor y en 1948, fabricante autorizado de Willys-Overland. A partir de 1960, WM llegó a un acuerdo con American Motors (AMC) para importar, ensamblar y producir sus vehículos para territorio mexicano. En 1963, el gobierno toma el control de la empresa, y le cambió el nombre de Willys Mexicana a Vehículos Automotores Mexicanos, S.A. (VAM), pero permitiendo una participación del 40 por ciento en American Motors Corporation (AMC) y KJC (Kaiser-Jeep Corp.). La compañía importaba y fabricaba automóviles y camiones ligeros bajo permiso de Willys, AMC, Jeep, Chrysler y Renault, y diseñaba sus propios vehículos basados en las plataformas de AMC. El colapso de la economía mexicana a principios de la década de 1980 forzó la venta de los intereses del gobierno mexicano en VAM a Renault, la cual vendió los activos y cerró la compañía a finales de esa década. El gobierno mexicano mantiene los derechos sobre el nombre y la marca VAM hasta la actualidad (2016).

## Historia

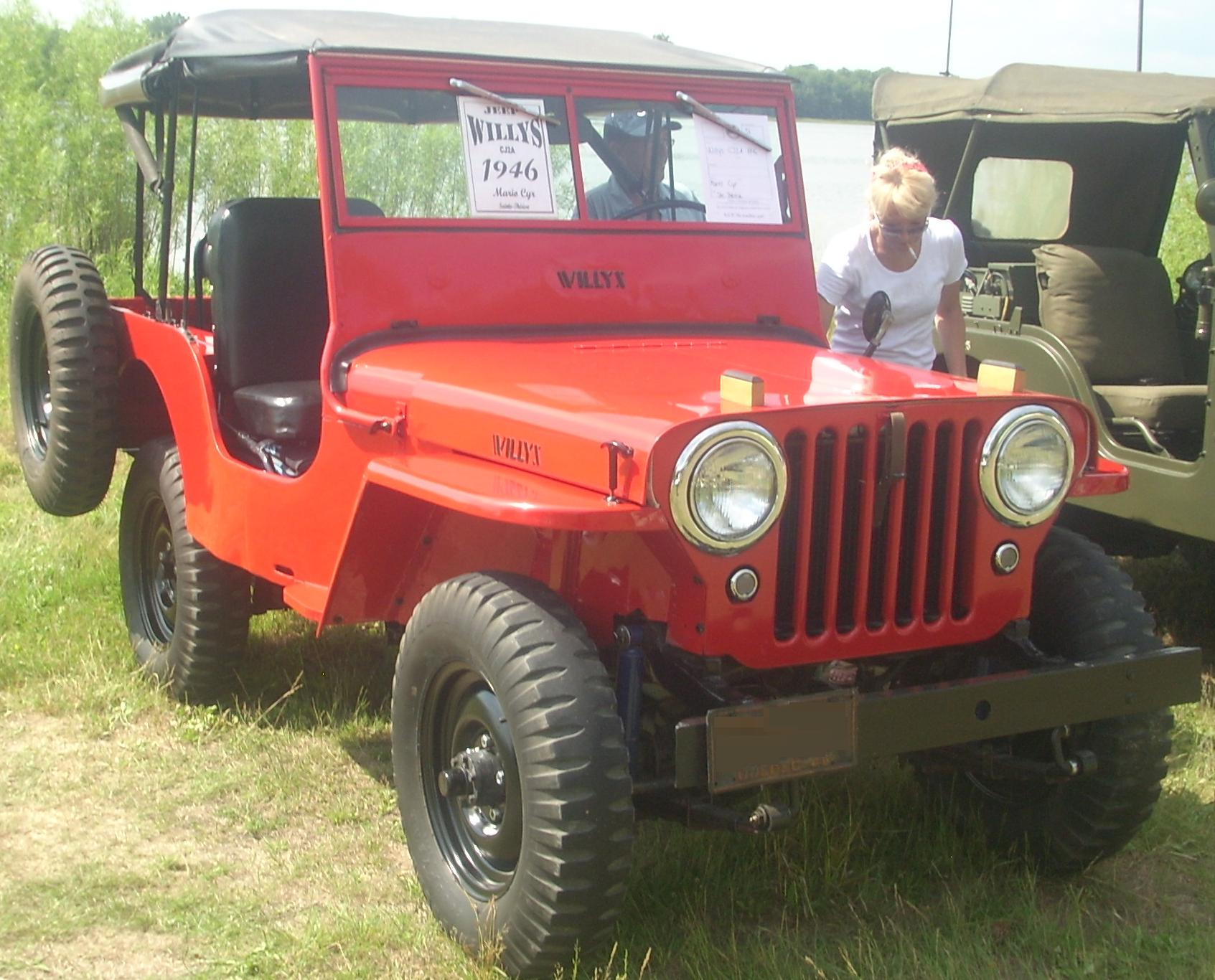
El Willys Jeep CJ-2A, el primer vehículo producido por la compañía en 1946, cuando aún se conocía como Willys Mexicana.

Vehículos Automotores Mexicanos se estableció como una compañía independiente después que el gobierno mexicano pasó una ley para controlar la hasta entonces privada Sociedad Mexicana de Crédito Industrial (SOMEX), compañía madre de Willys Mexicana S.A. (establecida desde 1946 como fabricante y distribuidor de los Jeeps Willys-Overland) y usando ambos nombres: VAM y Willys Mexicana en sus productos ya que mantuvo sus licencias para producir e importar los Jeeps y los AMC Ramblers. Willys Mexicana fue transformada en VAM en 1963 después de un acuerdo entre American Motors Corporation (AMC) y el gobierno mexicano donde AMC se quedó con el 40% del capital, sin derecho a administración y con voto minoritario, y el gobierno mexicano el 60% restante. Después de la reestructuración de la compañía, VAM procedió a construir su planta de fabricación de motores en el municipio de Lerma, en el Estado de México.
Las acciones de AMC en VAM pasaron a manos de Renault a finales de los 1980s cuando Renault asumió la mayoría (controladora) de AMC. Los últimos autos basados en autos de la AMC fueron producidos en 1983, vendiéndose los últimos de inventario en febrero de 1984 y completando las 272,366 unidades producidas. Ese mismo año (1983) los últimos automóviles con tracción en 2 ruedas fueron producidos en EE. UU.. Al principio de 1984, VAM produjo algunos modelos de Renault como vehículos de VAM.
Problemas financieros durante el colapso de la economía mexicana (recesión y devaluación del peso mexicano) a principios de 1982 forzaron al gobierno mexicano a la venta de sus acciones de la compañía a Renault. De hecho, el gobierno mexicano pagó a Renault 200 millones de dólares para que Renault asumiera el total de la deuda de VAM en 1987. Renault entonces liquidó la compañía.

## Productos

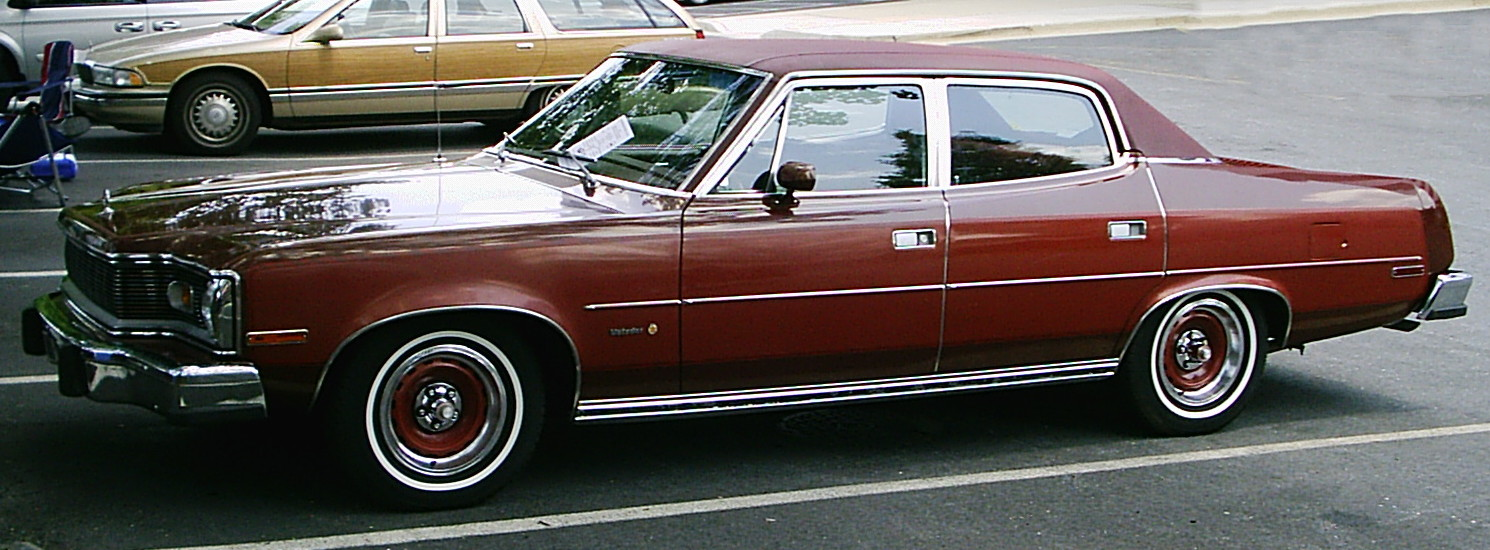
El VAM Classic DPL, basado en un Matador/Rambler de AMC.

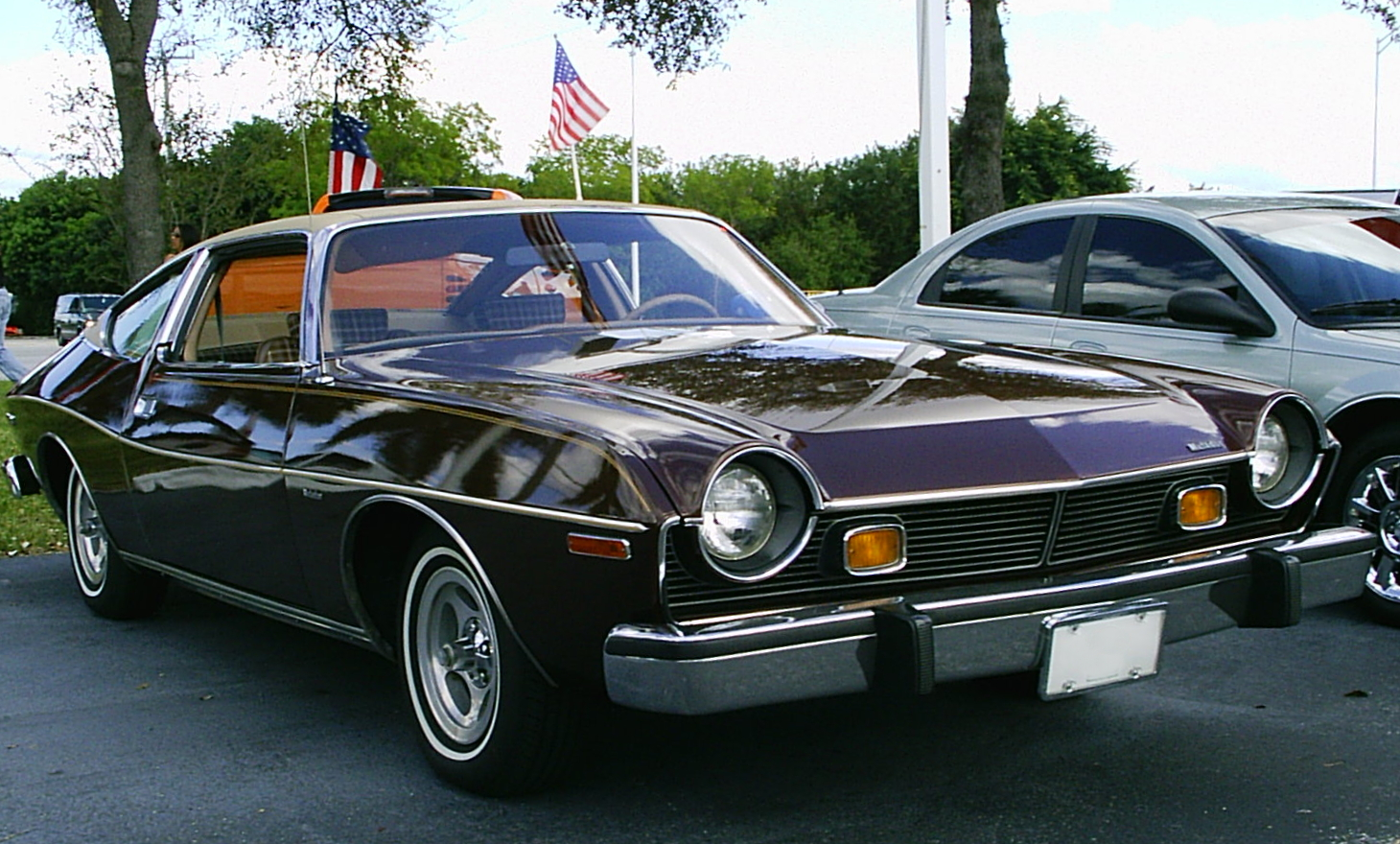
El Matador Coupe de AMC en Estados Unidos fue fabricado por VAM como el Classic AMX y Classic Brougham.

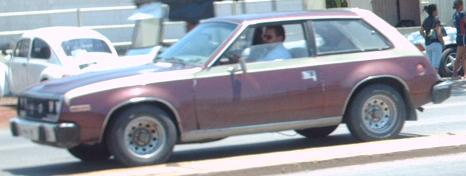
El Gremlin de VAM estaba basado en el Gremlin y Spirit Kammback de AMC.

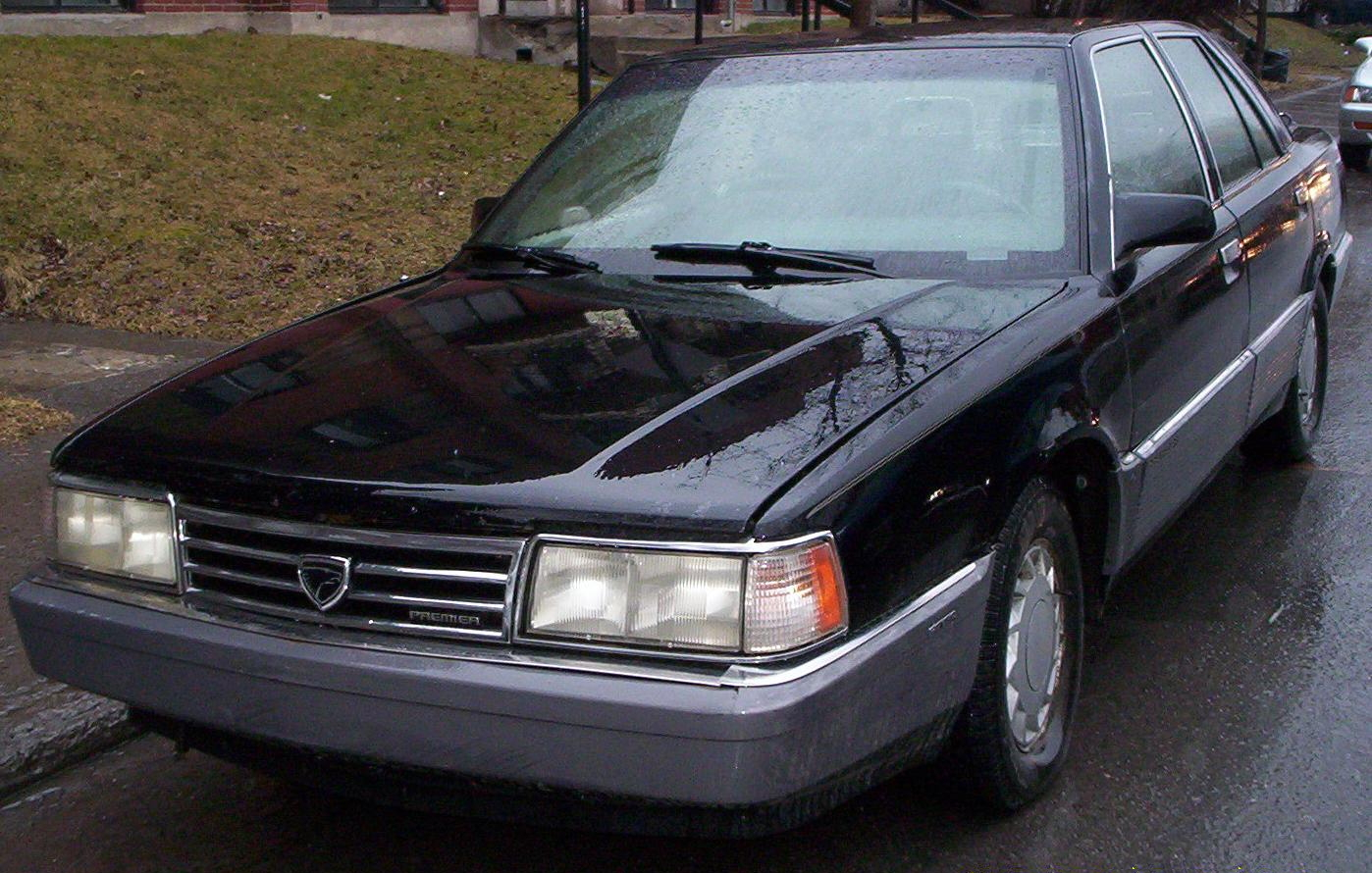
Una versión modificada del Eagle Premier de AMC fue el último vehículo producido por VAM por algunos meses de 1987.

Desde su creación a mediados de la década de 1940, la compañía fabricó Jeeps bajo licencia y vehículos de AMC desde 1954. La mayoría de los modelos de VAM imitaban a las versiones de AMC de Estados Unidos, pero con diferencias estéticas y mecánicas significativas. En los sesenta, VAM produjo el Rambler American (en versiones de 2 y de 4 puertas y guayín, más dos generaciones edición limitada de la versión hardtop), una versión del AMC Rebel llamada "Rambler Classic" (en 2 puertas hardtop y 4 puertas sedán) y el AMC Javelin. En la década de 1970, VAM produjo una línea completa de AMC Hornets, llamada primero "Rambler American" y desde 1975 solo "American", más una versión deportiva llamada "Rambler American Rally" (posteriormente, "American Rally"). El Concourse Hatchback se denominó "American Rally AMX". Se vendieron Rambler Classics, AMC Gremlins, Javelins y Pacers con sus nombres originales de los Estados Unidos. Los modelos AMC Matador Sedán se denominaron "Classic DPL" desde 1972, y el Matador Coupe se produjo en una versión deportiva llamada "Classic AMX" y en la versión de lujo "Classic Brougham".
En años posteriores, VAM nombró variantes del AMC Spirit, como el deportivo Rally AMX, el de lujo Rally SST y el de carreras Rally GT. La versión del AMC Concord conservó el nombre American,  básico y modelos GFS, ECD y DL. Algunos modelos VAM mezclaron y adaptaron componentes del cuerpo de modelos de autos de Estados Unidos. Ejemplos de autos solo mexicanos incluyen el modelo Hornet de 2 puertas de 1977 con un frente de Gremlin de 1977-1978. Muchos de estos llevaban motores ligeramente diferentes, todos los interiores eran completamente originales y diferentes modelos y nombres a sus contrapartes en los Estados Unidos y Canadá, pero todos se basaron en cuerpos de los Estados Unidos y usaban las mismas partes. La mayoría de los cuerpos usaban las partes de modelos del mismo año de los Estados Unidos, pero a veces los años y modelos estaban mezclados. Por ejemplo, VAM construyó Gremlins de 1974-1976, usando parrillas y salpicaderas del AMC Hornet de 1977.
VAM produjo un cuerpo original no disponible en Estados Unidos ni en otros mercados, el VAM Lerma (nombrado por el nombre del municipio de la fábrica donde se producía). El Lerma tenía un cuerpo "cortado y soldado". La parte trasera era de la de un VAM Rally hatchback (llamado AMC Spirit, en los Estados Unidos), era cortada del cuerpo del Rally y soldado al cuerpo más grande de un VAM American (AMC Concord, en los Estados Unidos), en versiones de 2 y 4 puertas. Se presentó esta idea a AMC, pero los costos de producción usando el método de cortar y soldar eran prohibitivos en los Estados Unidos, y los precios de los paneles del viejo Concord/Spirit (en producción desde 1970) no eran menores que lo que implicaba crear un nuevo cuerpo con el que tendrían paneles únicos a estampar.
Todos los motores de VAM fueron diseños de AMC, pero construidos en México. Sin embargo, VAM agregó características únicas para enfrentarse a la gran altitud de distintos lugares mexicanos y al bajo octanaje del combustible en ese país. Esto incluyó el motor en línea de 6 cilindros y 282 pulgadas cúbicas de desplazamiento (en esencia, un motor en un bloque de 258 pulgadas cúbicas con agujeros para cilindros con un diámetro agrandado a 0.16 de pulgada), no disponible desde AMC. El mayor desplazamiento ayudaba a contrarrestar la pérdida de potencia por la altitud/octanaje y el que no tuvieran la opción de un V8 en los vehículos producidos por VAM.
En 1982, debido a la devaluación de febrero, el grupo Somex se declaró en suspensión de pagos, y arrastró a todos sus intereses, entre los cuales se encontraba VAM. En 1983, VAM se vendió a Renault, la cual siguió produciendo los vehículos Rambler hasta febrero de 1984, cuando vendieron los últimos modelos y terminaron la producción, que completó un total de 272,366 unidades producidas.
En 1982, el departamento de ingeniería de VAM trabajó en un prototipo, el en:Jeep Cherokee (XJ) y le colocó el motor en línea de 6 cilindros de VAM. AMC quedó impresionada por el proyecto, que eventualmente desembocó en 1987 en el en:Jeep Cherokee (XJ).